# 山科言綱
山科 言綱（やましな ときつな）は、戦国時代の公卿。

## 経歴
権中納言・山科言国の子として誕生。
正室は今川氏親の正室である寿桂尼の姉。家督は子・言継が継いだ。

## 系譜
- 父：山科言国（1452-1503）
- 母：高倉永継の娘
- 正室：黒木の方（中御門宣胤の娘）
- 妻：女嬬（?-1558） - 北尾氏[2]
  - 男子：山科言継（1507-1579）